# Fincha
Finicha'a ou Fincha est une ville d'Éthiopie située dans la zone Horo Guduru Welega de la région Oromia.
Centre administratif du woreda Abay Chomen, Fincha se trouve vers 2 300 m d'altitude au bord du lac Chomen.
D'après le recensement national réalisé par l'Agence centrale de la statistique d'Éthiopie, elle compte 9 440 habitants en 2007 ce qui en fait la seconde agglomération de la zone après Shambu.